# Miss Elizabeth
 (janvier 2012).
Si vous disposez d'ouvrages ou d'articles de référence ou si vous connaissez des sites web de qualité traitant du thème abordé ici, merci de compléter l'article en donnant les références utiles à sa vérifiabilité et en les liant à la section « Notes et références ».
Elizabeth Ann Hulette, dite Miss Elizabeth, née le (19 novembre 1960 à Frankfort, Kentucky, et morte le 1er mai 2003 à Marietta, Géorgie, était une valet (équivalent de manager pour les hommes) de catch professionnelle américaine.

## Biographie
Elle a acquis une renommée internationale à partir du milieu des années 1980 au début des années 1990 dans la World Wrestling Federation, et le milieu des années 1990 dans la World Championship Wrestling dans son rôle de valet du catcheur « Macho Man » Randy Savage. Elle est morte à la suite d'une surdose de drogue et d'alcool, le 1er mai 2003 dans la maison qu'elle partageait avec le lutteur Lex Luger[réf. nécessaire].